# Muttenstock
Muttenstock är en bergstopp i Schweiz.   Den ligger i kantonen Glarus, i den östra delen av landet, 120 km öster om huvudstaden Bern. Toppen på Muttenstock är 3 089 meter över havet, eller 122 meter över den omgivande terrängen. Bredden vid basen är 1,0 km.
Terrängen runt Muttenstock är huvudsakligen bergig, men den allra närmaste omgivningen är kuperad. Närmaste större samhälle är Schwanden, 16,2 km norr om Muttenstock. 
Trakten runt Muttenstock består i huvudsak av gräsmarker. Runt Muttenstock är det glesbefolkat, med 11 invånare per kvadratkilometer.